# گمینا سولیکوو
گمینا سولیکوو (به لهستانی:  Gmina Sulików) یک گمینا در لهستان است که در شهرستان زگوژلتس واقع شده‌است. گمینا سولیکوو ۹۵٫۲۲ کیلومتر مربع مساحت و ۵٬۹۲۶ نفر جمعیت دارد.